# Football League Cup 2013-2014
La Football League Cup 2013-2014, conosciuta anche con il nome di Capital One Cup per motivi di sponsorizzazione, è stata la 54ª edizione del terzo torneo calcistico più importante del calcio inglese, la 48ª in finale unica. La manifestazione, ebbe inizio il 5 agosto 2013 e si concluse il 2 marzo 2014 con la finale di Wembley.
Il trofeo fu vinto dal Manchester City, tornato al successo dopo 38 anni, grazie alla vittoria per 3-1 sul Sunderland.
La Football League ha autorizzato per l'edizione odierna l'utilizzo, a partire dai quarti di finale, della goal-line technology.

## Formula
La Football League Cup era riservata alle 20 squadre della Premier League e alle 72 della Football League. Ogni turno della competizione è composto da scontri ad eliminazione diretta, ad esclusione delle semifinali che si compongono di due match dove la squadra con il miglior risultato combinato accede in finale. Se al termine di ogni partita o se il risultato combinato delle semifinali è identico, vengono giocati i tempi supplementari. Se anche al termine dei tempi supplementari il punteggio è ancora in parità, si passa ai calci di rigore.
|                              | Squadre che entrano in questo turno | Squadre qualificate dal turno precedente    |
| ---------------------------- | --- | ------------------------------------------- |
| Primo turno (70 squadre)     | - 24 squadre dalla Football League Two - 24 squadre dalla Football League One - 22 squadre dalla Football League Championship                                     |                                             |
| Secondo turno (50 squadre)   | - 1 squadra dalla Football League Championship - 14 squadre dalla Premier League (non partecipanti alle competizioni europee)                                     | - 35 squadre vincitrici del primo turno     |
| Terzo turno (32 squadre)     | - 6 squadre dalla Premier League (partecipanti alle competizioni europee) - 1 squadra dalla Football League Championship (partecipante alle competizioni europee) | - 25 squadre vincitrici del secondo turno   |
| Quarto turno (16 squadre)    | | - 16 squadre vincitrici del terzo turno     |
| Quarti di finale (8 squadre) | | - 8 squadre vincitrici del quarto turno     |
| Semifinali (4 squadre)       | | - 4 squadre vincitrici dei quarti di finale |
| Finale (2 squadre)           | | - 2 squadre vincitrici delle semifinali     |

## Primo turno
Il sorteggio del primo turno si è tenuto il 17 giugno 2013.
| Squadra 1         | Risultato       | Squadra 2          |
| ----------------- | --------------- | ------------------ |
| 6 agosto 2013     |                 |                    |
| Preston N.E.      | 1 - 0           | Blackpool          |
| Bury              | 3 - 2           | Crewe Alexandra    |
| Shrewsbury Town   | 1 - 3           | Bolton             |
| Middlesbrough     | 1 - 2           | Accrington Stanley |
| Doncaster         | 1 - 0           | Rochdale           |
| Barnsley          | 0 - 0 (5–4 dcr) | Scunthorpe Utd     |
| Tranmere          | 2 - 0           | Mansfield Town     |
| York City         | 0 - 4           | Burnley            |
| Sheffield Utd     | 1 - 2           | Burton Albion      |
| Oldham Athletic   | 0 - 1           | Derby County       |
| Morecambe         | 1 - 0           | Wolverhampton      |
| Nottingham Forest | 3 - 1           | Hartlepool Utd     |
| Huddersfield Town | 2 - 1           | Bradford City      |
| Port Vale         | 1 - 2           | Walsall            |
| Gillingham        | 0 - 2           | Bristol City       |
| Bournemouth       | 1 - 0           | Portsmouth         |
| Wycombe           | 1 - 2           | Leicester City     |
| Brentford         | 3 - 2           | Dag & Red          |
| Exeter City       | 0 - 2           | QPR                |
| Charlton          | 4 - 0           | Oxford Utd         |
| Southend Utd      | 0 - 1           | Yeovil Town        |
| Millwall          | 2 - 1           | AFC Wimbledon      |
| Swindon Town      | 1 - 0           | Torquay Utd        |
| Birmingham City   | 3 - 2 (dts)     | Plymouth           |
| Stevenage         | 2 - 1           | Ipswich Town       |
| Cheltenham Town   | 4 - 3 (dts)     | Crawley Town       |
| Bristol Rovers    | 1 - 3           | Watford            |
| Northampton Town  | 1 - 2           | MK Dons            |
| Leyton Orient     | 3 - 2           | Coventry City      |
| Colchester Utd    | 1 - 5           | Peterborough Utd   |
| Brighton          | 1 - 3 (dts)     | Newport County     |
| Dag & Red         | 0 - 1           | Coventry City      |
| Rotherham Utd     | 2 - 1           | Sheffield Weds     |
| 7 agosto 2013     |                 |                    |
| Notts County      | 3 - 2           | Fleetwood Town     |
| Leeds Utd         | 2 - 1           | Chesterfield       |
| Carlisle Utd      | 3 - 3 (4–3 dcr) | Blackburn          |

## Secondo turno
Il sorteggio per il secondo round ha avuto luogo l'8 agosto 2013. Entrano a far parte della competizione anche tutti i team di Premier League che non partecipano alle competizioni internazionali (UEFA Champions League, Europa League). Sorteggiata in questa fase anche il Reading, migliore tra le retrocesse della passata stagione. Il Wigan Athletic non prende parte in questo turno sebbene anch'essa migliore delle retrocesse dell'anno passato, a causa della vittoria della FA Cup e della automatica qualificazione alla UEFA Europa League.
| Squadra 1          | Risultato       | Squadra 2       |
| ------------------ | --------------- | --------------- |
| 27 agosto 2013     |                 |                 |
| Carlisle Utd       | 2 - 5           | Leicester City  |
| Doncaster          | 1 - 3           | Leeds Utd       |
| Burnley            | 2 - 0           | Preston N.E.    |
| Sunderland         | 4 - 2           | MK Dons         |
| West Bromwich      | 3 - 0           | Newport County  |
| Bristol City       | 2 - 1           | Crystal Palace  |
| Peterborough Utd   | 6 - 0           | Reading         |
| Barnsley           | 1 - 5           | Southampton     |
| Burton Albion      | 2 - 2 (4-5 dcr) | Fulham          |
| Liverpool          | 4 - 2 (dts)     | Notts County    |
| Norwich City       | 6 - 3           | Bury            |
| Leyton Orient      | 0 - 1 (dts)     | Hull City       |
| Huddersfield Town  | 3 - 2           | Charlton        |
| Tranmere           | 1 - 1 (4-2 dcr) | Bolton          |
| QPR                | 0 - 2           | Swindon Town    |
| Derby County       | 5 - 0           | Brentford       |
| Yeovil Town        | 3 - 3 (2-3 dcr) | Birmingham City |
| West Ham Utd       | 2 - 1           | Cheltenham Town |
| 28 agosto 2013     |                 |                 |
| Nottingham Forest  | 2 - 1 (dts)     | Millwall        |
| Everton            | 2 - 1 (dts)     | Stevenage       |
| Stoke City         | 3 - 1           | Walsall         |
| Aston Villa        | 3 - 0           | Rotherham Utd   |
| Morecambe          | 0 - 2           | Newcastle Utd   |
| Watford            | 2 - 0           | Bournemouth     |
| Accrington Stanley | 0 - 2           | Cardiff City    |

## Terzo turno
Il sorteggio del terzo turno, che ha visto subentrare anche le squadre partecipanti alle coppe europee, è stato effettuato il 28 agosto 2013. Fra le squadre della massima serie inglese solo il Crystal Palace non è riuscito ad approdare a questo turno, mentre restano quattro, i club di League One ancora dentro alla competizione, si tratta di Bristol Rovers, Swindon Town, Peterborough United e Tranmere Rovers.
| Squadra 1         | Risultato       | Squadra 2         |
| ----------------- | --------------- | ----------------- |
| 24 settembre 2013 |                 |                   |
| Southampton       | 2 - 0           | Bristol City      |
| Aston Villa       | 0 - 4           | Tottenham         |
| Hull City         | 1 - 0           | Huddersfield Town |
| Leicester City    | 2 - 1           | Derby County      |
| Manchester City   | 5 - 0           | Wigan             |
| Burnley           | 2 - 1           | Nottingham Forest |
| Sunderland        | 2 - 0           | Peterborough Utd  |
| Swindon Town      | 0 - 2           | Chelsea           |
| Watford           | 2 - 3 (dts)     | Norwich City      |
| West Ham Utd      | 3 - 2           | Cardiff City      |
| Fulham            | 2 - 1           | Everton           |
| 25 settembre 2013 |                 |                   |
| Birmingham City   | 3 - 1           | Swansea City      |
| Manchester Utd    | 1 - 0           | Liverpool         |
| Newcastle Utd     | 2 - 0           | Leeds Utd         |
| Tranmere          | 0 - 2           | Stoke City        |
| West Bromwich     | 1 - 1 (3-4 dcr) | Arsenal           |

## Quarto turno
Il sorteggio del quarto turno è stato effettuato il 25 settembre 2013. Fra le 16 squadre rimaste in corsa, 13 provengono dalla Premier League e tre (Birmingham City, Burnley, Leicester City) dal Football League Championship.
| Squadra 1       | Risultato       | Squadra 2       |
| --------------- | --------------- | --------------- |
| 29 ottobre 2013 |                 |                 |
| Leicester City  | 4 - 3           | Fulham          |
| Birmingham City | 4 - 4 (2-4 dcr) | Stoke City      |
| Manchester Utd  | 4 - 0           | Norwich City    |
| Burnley         | 0 - 2           | West Ham Utd    |
| Arsenal         | 0 - 2           | Chelsea         |
| 30 ottobre 2013 |                 |                 |
| Tottenham       | 2 - 2 (8-7 dcr) | Hull City       |
| Newcastle Utd   | 0 - 2 (dts)     | Manchester City |
| 6 novembre 2013 |                 |                 |
| Sunderland      | 2 - 1           | Southampton     |

## Quarti di finale
Il sorteggio dei quarti di finale, che si è tenuto il 30 ottobre 2013, ha incluso anche la presenza del Leicester City, ultimo rappresentante della serie cadetta inglese ancora in corsa.
| Squadra 1        | Risultato   | Squadra 2       |
| ---------------- | ----------- | --------------- |
| 17 dicembre 2013 |             |                 |
| Leicester City   | 1 - 3       | Manchester City |
| Sunderland       | 2 - 1 (dts) | Chelsea         |
| 18 dicembre 2013 |             |                 |
| Stoke City       | 0 - 2       | Manchester Utd  |
| Tottenham        | 1 - 2       | West Ham Utd    |

## Semifinali
Il sorteggio per le semifinali si è svolto il 18 dicembre 2013.
| Squadra 1       | Totale          | Squadra 2      | Andata         | Ritorno         |
| --------------- | --------------- | -------------- | -------------- | --------------- |
|                 |                 |                | 7 gennaio 2014 | 22 gennaio 2014 |
| Sunderland      | 3 - 3 (2-1 dcr) | Manchester Utd | 2 - 1          | 1 - 2           |
|                 |                 |                | 8 gennaio 2014 | 21 gennaio 2014 |
| Manchester City | 9 - 0           | West Ham Utd   | 6 - 0          | 3 - 0           |

### Andata
| Arbitro: | Andre Marriner |

|                                      |           |           |
| Giggs 45+2’ (aut.) Borini 64’ (rig.) | Marcatori | 52’ Vidić |

| Arbitro: | Jonathan Moss |

|                                                   |           |  |
| Negredo 12’, 26’, 50’ Y. Touré 40’ Džeko 60’, 89’ | Marcatori |  |

### Ritorno
| Arbitro: | Chris Foy |

|  |           |                            |
|  | Marcatori | 3’, 58’ Negredo 23’ Agüero |

| Arbitro: | Lee Mason |

|                                          |                      |                                                     |
| Evans 37’ Hernández 120’                 | Marcatori            | 119’ Bardsley                                       |
| Welbeck D. Fletcher Januzaj Jones Rafael | Tiri di rigore 1 – 2 | Gardner S. Fletcher M. Alonso Ki Sung-Yueng Johnson |

## Finale
| Arbitro: | Martin Atkinson |

|                                     |           |            |
| Y. Touré 55’ Nasri 56’ J. Navas 90’ | Marcatori | 10’ Borini |

| Manchester City | Sunderland |

| MANCHESTER CITY (4-4-2) |    |                     |  |     |
|                         |    |                     |  |     |
| P                       | 30 | Costel Pantilimon   |  |     |
| D                       | 5  | Pablo Zabaleta      |  |     |
| D                       | 4  | Vincent Kompany (C) |  |     |
| D                       | 26 | Martín Demichelis   |  |     |
| D                       | 13 | Aleksandar Kolarov  |  |     |
| C                       | 8  | Samir Nasri         |  |     |
| C                       | 42 | Yaya Touré          |  |     |
| C                       | 25 | Fernandinho         |  |     |
| C                       | 21 | David Silva         |  | 76’ |
| A                       | 10 | Edin Džeko          |  | 87’ |
| A                       | 16 | Sergio Agüero       |  | 57’ |
| A disposizione:         |    |                     |  |     |
| P                       | 1  | Joe Hart            |  |     |
| D                       | 6  | Joleon Lescott      |  |     |
| D                       | 22 | Gaël Clichy         |  |     |
| C                       | 7  | James Milner        |  |     |
| C                       | 14 | Javi García         |  | 76’ |
| C                       | 15 | Jesús Navas         |  | 57’ |
| A                       | 9  | Álvaro Negredo      |  | 87’ |
| Manager:                |    |                     |  |     |
| Manuel Pellegrini       |    |                     |  |     |

| SUNDERLAND (4-5-1) |    |                      |     |     |
|                    |    |                      |     |     |
| P                  | 25 | Vito Mannone         |     |     |
| D                  | 2  | Phil Bardsley        |     |     |
| D                  | 5  | Wes Brown            |     |     |
| D                  | 16 | John O'Shea (C)      |     |     |
| D                  | 28 | Marcos Alonso        | 81’ |     |
| C                  | 7  | Sebastian Larsson    |     | 60’ |
| C                  | 33 | Lee Cattermole       |     | 76’ |
| C                  | 4  | Ki Sung-Yueng        |     |     |
| C                  | 11 | Adam Johnson         |     | 60’ |
| C                  | 14 | Jack Colback         |     |     |
| A                  | 31 | Fabio Borini         |     |     |
| A disposizione:    |    |                      |     |     |
| P                  | 32 | Óscar Ustari         |     |     |
| D                  | 12 | Ondřej Čelůstka      |     |     |
| D                  | 27 | Santiago Vergini     |     |     |
| C                  | 8  | Craig Gardner        |     | 60’ |
| C                  | 23 | Emanuele Giaccherini |     | 76’ |
| A                  | 9  | Steven Fletcher      |     | 60’ |
| A                  | 30 | Ignacio Scocco       |     |     |
| Manager:           |    |                      |     |     |
| Gustavo Poyet      |    |                      |     |     |

| Assistenti: Stephen Child Simon Long 4º ufficiale: Neil Swarbrick |

## Tabellone dagli ottavi
|  | Ottavi di finale    | Ottavi di finale |   |                  | Quarti di finale | Quarti di finale |  |                  | Semifinali | Semifinali | Semifinali | Semifinali |  |            | Finale | Finale |
|  |                     |                  |   |                  |                  |                  |  |                  |            |            |            |            |  |            |        |        |
|  | Sunderland          | 2                |   |                  |                  |                  |  |                  |            |            |            |            |  |            |        |        |
|  | Southampton         | 1                |   |                  |                  |                  |  |                  |            |            |            |            |  |            |        |        |
|  | Southampton         | 1                |   | Sunderland (dts) | 2                |                  |  |                  |            |            |            |            |  |            |        |        |
|  |                     |                  |   | Sunderland (dts) | 2                |                  |  |                  |            |            |            |            |  |            |        |        |
|  |                     | Chelsea          | 1 |                  |                  |                  |  |                  |            |            |            |            |  |            |        |        |
|  | Arsenal             | Chelsea          | 1 | 0                |                  |                  |  |                  |            |            |            |            |  |            |        |        |
|  | Arsenal             |                  |   | 0                |                  |                  |  |                  |            |            |            |            |  |            |        |        |
|  | Chelsea             | 2                |   |                  |                  |                  |  |                  |            |            |            |            |  |            |        |        |
|  | Chelsea             | 2                |   |                  |                  |                  |  | Sunderland (dcr) | 2          | 1          | 3(2)       |            |  |            |        |        |
|  |                     |                  |   |                  |                  |                  |  | Sunderland (dcr) | 2          | 1          | 3(2)       |            |  |            |        |        |
|  |                     | Manchester Utd   | 1 | 2                | 3(1)             |                  |  |                  |            |            |            |            |  |            |        |        |
|  | Birmingham City     | Manchester Utd   | 1 | 2                | 3(1)             | 4(2)             |  |                  |            |            |            |            |  |            |        |        |
|  | Birmingham City     |                  |   |                  |                  | 4(2)             |  |                  |            |            |            |            |  |            |        |        |
|  | Stoke City (dcr)    | 4(4)             |   |                  |                  |                  |  |                  |            |            |            |            |  |            |        |        |
|  | Stoke City (dcr)    | 4(4)             |   | Stoke City       | 0                |                  |  |                  |            |            |            |            |  |            |        |        |
|  |                     |                  |   | Stoke City       | 0                |                  |  |                  |            |            |            |            |  |            |        |        |
|  |                     | Manchester Utd   | 2 |                  |                  |                  |  |                  |            |            |            |            |  |            |        |        |
|  | Manchester Utd      | Manchester Utd   | 2 | 4                |                  |                  |  |                  |            |            |            |            |  |            |        |        |
|  | Manchester Utd      |                  |   | 4                |                  |                  |  |                  |            |            |            |            |  |            |        |        |
|  | Norwich City        | 0                |   |                  |                  |                  |  |                  |            |            |            |            |  |            |        |        |
|  | Norwich City        | 0                |   |                  |                  |                  |  |                  |            |            |            |            |  | Sunderland | 1      |        |
|  |                     |                  |   |                  |                  |                  |  |                  |            |            |            |            |  | Sunderland | 1      |        |
|  |                     | Manchester City  | 3 |                  |                  |                  |  |                  |            |            |            |            |  |            |        |        |
|  | Leicester City      | Manchester City  | 3 | 4                |                  |                  |  |                  |            |            |            |            |  |            |        |        |
|  | Leicester City      |                  |   | 4                |                  |                  |  |                  |            |            |            |            |  |            |        |        |
|  | Fulham              | 3                |   |                  |                  |                  |  |                  |            |            |            |            |  |            |        |        |
|  | Fulham              | 3                |   | Leicester City   | 1                |                  |  |                  |            |            |            |            |  |            |        |        |
|  |                     |                  |   | Leicester City   | 1                |                  |  |                  |            |            |            |            |  |            |        |        |
|  |                     | Manchester City  | 3 |                  |                  |                  |  |                  |            |            |            |            |  |            |        |        |
|  | Newcastle Utd (dts) | Manchester City  | 3 | 0                |                  |                  |  |                  |            |            |            |            |  |            |        |        |
|  | Newcastle Utd (dts) |                  |   | 0                |                  |                  |  |                  |            |            |            |            |  |            |        |        |
|  | Manchester City     | 2                |   |                  |                  |                  |  |                  |            |            |            |            |  |            |        |        |
|  | Manchester City     | 2                |   |                  |                  |                  |  | Manchester City  | 6          | 3          | 9          |            |  |            |        |        |
|  |                     |                  |   |                  |                  |                  |  | Manchester City  | 6          | 3          | 9          |            |  |            |        |        |
|  |                     | West Ham Utd     | 0 | 0                | 0                |                  |  |                  |            |            |            |            |  |            |        |        |
|  | Tottenham (dcr)     | West Ham Utd     | 0 | 0                | 0                | 3(8)             |  |                  |            |            |            |            |  |            |        |        |
|  | Tottenham (dcr)     |                  |   |                  |                  | 3(8)             |  |                  |            |            |            |            |  |            |        |        |
|  | Hull City           | 2(7)             |   |                  |                  |                  |  |                  |            |            |            |            |  |            |        |        |
|  | Hull City           | 2(7)             |   | Tottenham        | 1                |                  |  |                  |            |            |            |            |  |            |        |        |
|  |                     |                  |   | Tottenham        | 1                |                  |  |                  |            |            |            |            |  |            |        |        |
|  |                     | West Ham Utd     | 2 |                  |                  |                  |  |                  |            |            |            |            |  |            |        |        |
|  | Burnley             | West Ham Utd     | 2 | 0                |                  |                  |  |                  |            |            |            |            |  |            |        |        |
|  | Burnley             |                  |   | 0                |                  |                  |  |                  |            |            |            |            |  |            |        |        |
|  | West Ham Utd        | 2                |   |                  |                  |                  |  |                  |            |            |            |            |  |            |        |        |

## Classifica marcatori
| Gol |  |  | Giocatore        | Squadra           |
| --- |  |  | ---------------- | ----------------- |
| 6   |  |  | Edin Džeko       | Manchester City   |
| 6   |  |  | Álvaro Negredo   | Manchester City   |
| 5   |  |  | Lee Tomlin       | Peterborough Utd  |
| 4   |  |  | Saido Berahino   | West Bromwich     |
| 4   |  |  | Danny Ings       | Burnley           |
| 4   |  |  | Kenwyne Jones    | Stoke City        |
| 4   |  |  | Hugo Rodallega   | Fulham            |
| 4   |  |  | Javier Hernández | Manchester Utd    |
| 4   |  |  | Chris Wood       | Leicester City    |
| 3   |  |  | David Amoo       | Carlisle Utd      |
| 3   |  |  | Fabio Borini     | Sunderland        |
| 3   |  |  | Matt Derbyshire  | Nottingham Forest |
| 3   |  |  | Lloyd Dyer       | Leicester City    |
| 3   |  |  | Chris Martin     | Derby County      |
| 3   |  |  | Yaya Touré       | Manchester City   |